# 베르나르두 벨라스쿠
베르나르두 벨라스쿠(포르투갈어: Bernardo Velasco, 1986년 1월 30일 ~ )는 브라질의 배우이자 모델이다.